# Mario Frosali
Mario Frosali (San Giovanni Valdarno, 1º marzo 1912 – Roma, 2 settembre 1971) è stato un triplista e lunghista italiano.

## Biografia
Mario Frosali è stato uno dei più grandi saltatori italiani di salto triplo degli anni '30 del XX secolo, classificandosi rispettivamente 4º, 2º e 6º nei campionati italiani del 1934, 1935 e 1936.
Buone furono anche le sue prestazioni nel salto in lungo, dove ottenne nel 1938 la misura di 7,05 m.